# Фаньяно-Олона
Фаньяно-Олона (італ. Fagnano Olona) — муніципалітет в Італії, у регіоні Ломбардія,  провінція Варезе.
Фаньяно-Олона розташоване на відстані близько 510 км на північний захід від Рима, 34 км на північний захід від Мілана, 17 км на південь від Варезе.
Населення — 12 339 осіб (2014).
Щорічний фестиваль відбувається 22 січня. Покровитель — San Gaudenzio.

## Демографія
Населення за роками:

Станом на 1 січня 2023 року в муніципалітеті офіційно проживало 714 іноземців з 54 країн, серед них 106 громадян країн Євросоюзу та 32 громадяни України.

## Сусідні муніципалітети
- Бусто-Арсіціо
- Каїрате
- Кассано-Маньяго
- Горла-Маджоре
- Ольджате-Олона
- Сольб'яте-Олона